# Stazione di Città della Pieve
La stazione di Città della Pieve era una stazione ferroviaria posta alla confluenza dell'interconnessione Chiusi Sud (dalla Direttissima) nella linea lenta Firenze-Roma. Serviva il centro abitato di Città della Pieve.

## Storia
Il 28 febbraio 2017 venne trasformata in posto di movimento.